# Miécourt

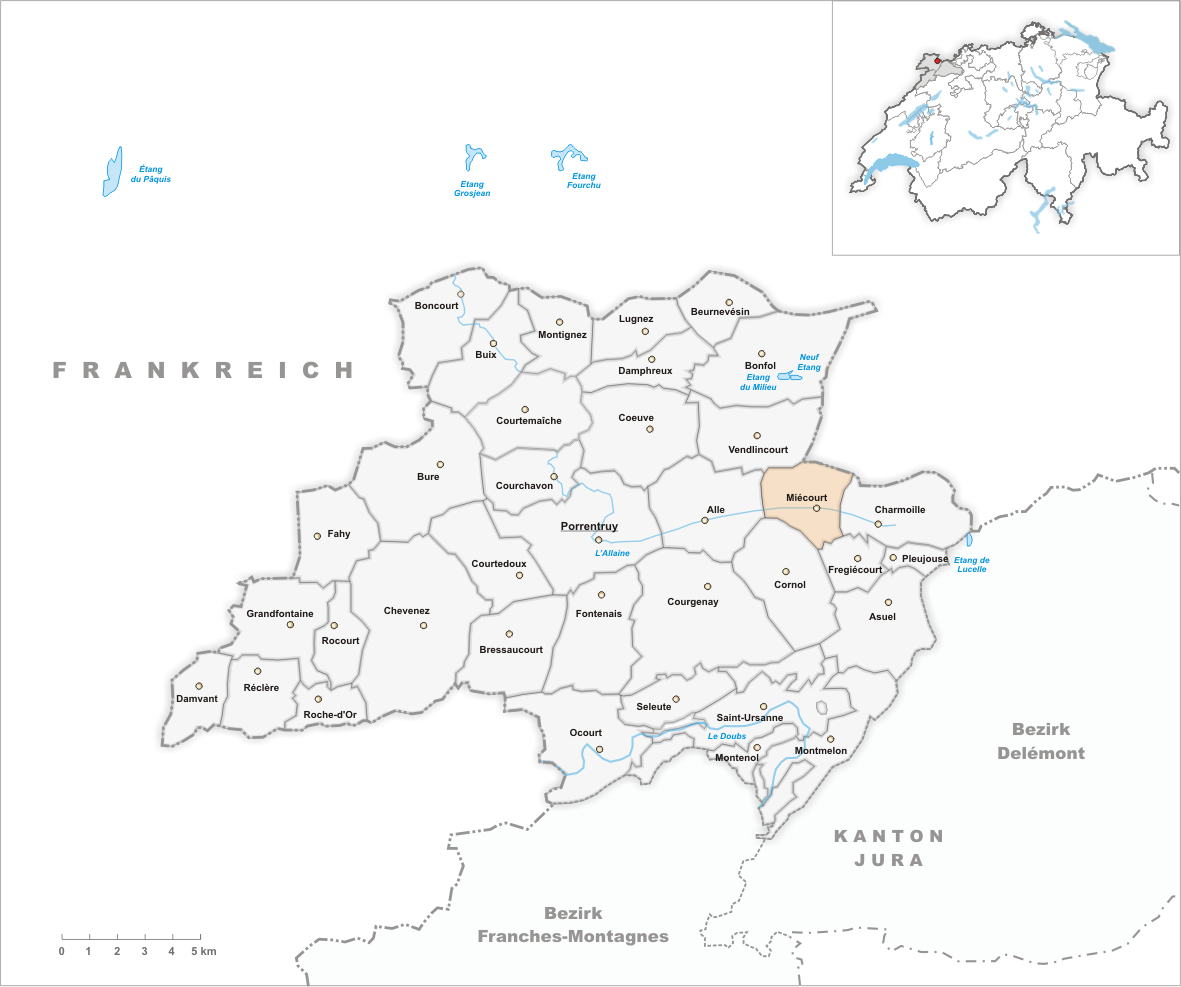
Gemeindestand vor der Fusion am 1. Januar 2009

Miécourt (frz. [mjekuʀ], im einheimischen Dialekt [mjekɔ]; dt. Mieschdorf) ist ein Dorf und eine ehemalige politische Gemeinde im Distrikt Porrentruy des Schweizer Kantons Jura.

## Geographie
Miécourt liegt auf 479 m ü. M., acht Kilometer östlich des Bezirkshauptorts Porrentruy (Luftlinie). Das Haufendorf erstreckt sich in der Ebene beidseits der kanalisierten Allaine, am Südwestfuss der Montagne de Miserez, in der Baroche, im Osten der Ajoie (deutsch Elsgau).
Die Fläche des 6,5 km² grossen ehemaligen Gemeindegebiets umfasst im südlichen Abschnitt eine von der Allaine durchflossene Ebene, wobei der Fregiécourt-Bach die Südgrenze bildet. Im Norden reicht das Gebiet auf die leicht gewellte Tafeljuralandschaft der östlichen Ajoie (bis 527 m ü. M.) und im Nordosten auf den Hang der Montagne de Miserez (mit 590 m ü. M. die höchste Erhebung von Miécourt). Über diesen bewaldeten Hügel verläuft die Wasserscheide zwischen den Einzugsgebieten von Rhein und Rhone. Von der Gemeindefläche entfielen 1997 7 % auf Siedlungen, 24 % auf Wald und Gehölze und 69 % auf Landwirtschaft.
Zu Miécourt gehören mehrere Einzelhöfe. Nachbargemeinden von Miécourt waren Vendlincourt, Alle, Cornol, Fregiécourt und Charmoille im Kanton Jura sowie Levoncourt im angrenzenden Frankreich.

## Bevölkerung
Mit 426 Einwohnern (Ende 2007) gehörte Miécourt zu den kleineren Gemeinden des Kantons Jura. Von den Bewohnern sind 92,2 % französischsprachig, 5,9 % deutschsprachig und 0,7 % portugiesischsprachig (Stand 2000). Die Bevölkerungszahl von Miécourt belief sich 1850 auf 524 Einwohner, 1900 auf 481 Einwohner. Im Verlauf des 20. Jahrhunderts pendelte die Einwohnerzahl stets im Bereich zwischen 400 und 490 Personen.

## Wirtschaft
Miécourt ist dank der fruchtbaren Böden in der Umgebung noch landwirtschaftlich geprägt. Einige Arbeitsplätze sind in der Uhrmacherei, in feinmechanischen Werkstätten sowie im lokalen Kleingewerbe vorhanden. Viele Erwerbstätige sind aber Wegpendler und arbeiten in der Region Porrentruy.

## Verkehr
Miécourt liegt an der internationalen Strasse von Porrentruy via Lucelle nach Laufen. Von Miécourt führt eine Kantonsstrasse über die Grenze ins Elsass. Durch einen Postautokurs, der von Porrentruy nach Lucelle verkehrt, ist das Dorf an den öffentlichen Verkehr angebunden.

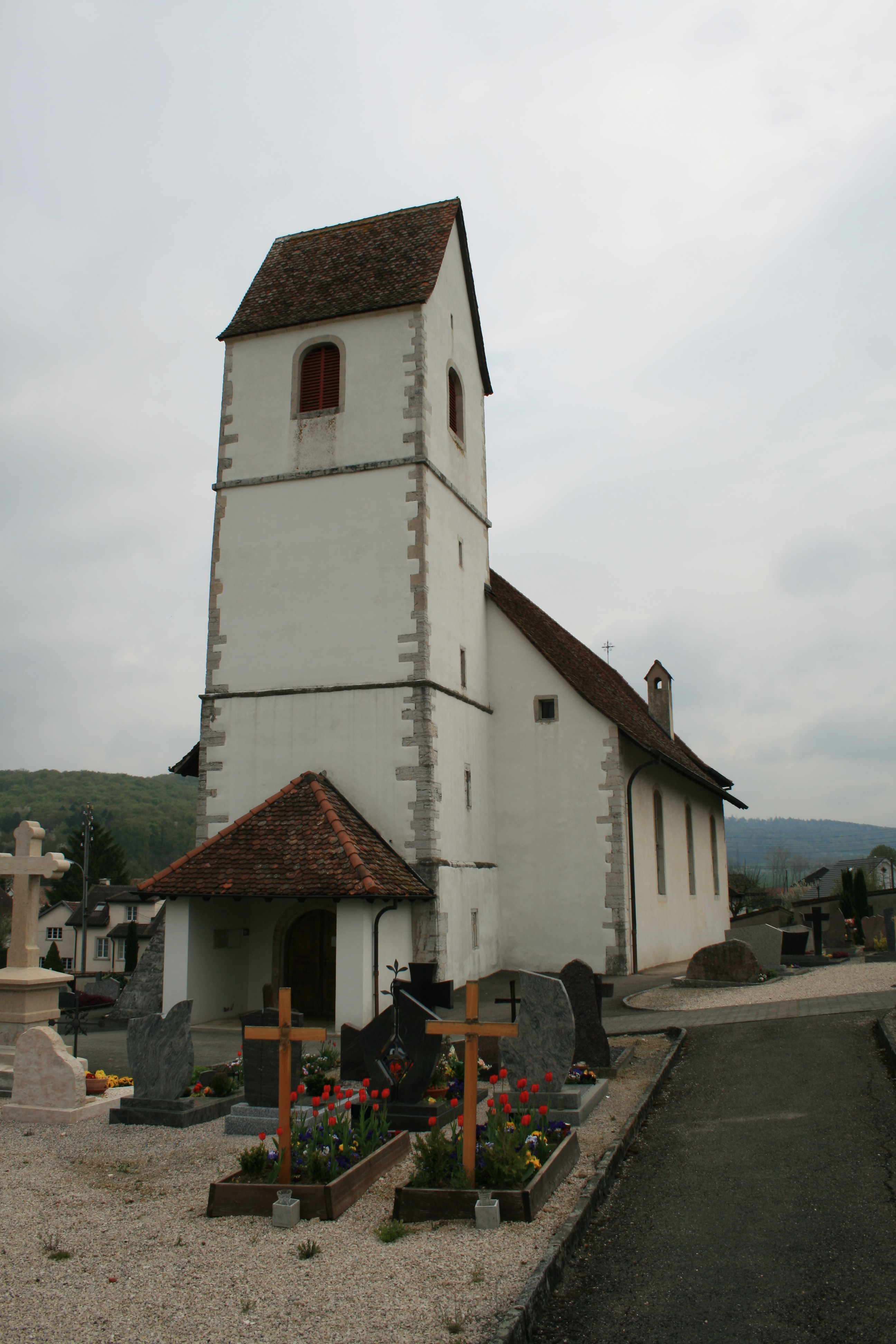
Pfarrkirche

## Geschichte
Urkunden aus den Jahren 866 und 884 erwähnen erstmals curtem que Mietiam (in Alsgaugensi comitatu); der Ortsname erscheint dann ab dem 12. Jahrhundert als Miecurt(h)/Miecourt/Miecort/Miekort, im 13./14. Jahrhundert auch als Myenstorf/Miesdorf/Migenstorff. Es handelt sich wahrscheinlich um eine Zusammensetzung aus dem althochdeutschen Personennamen Miezo und rom. corte ‚Hof, Landgut, Weiler‘, das als Grundwort, wohl unter germanischem Einfluss, entgegen der für romanische Komposita typischen Wortstellung ans Ende tritt.
Miécourt gehörte der Elsässer Familie von Spechbach und kam 1625 an das Fürstbistum Basel. Das Dorf unterstand vom 16. bis zum 18. Jahrhundert dem Meieramt Alle. Während des Dreissigjährigen Krieges wurde es teilweise zerstört. Von 1793 bis 1815 gehörte Miécourt zu Frankreich und war anfangs Teil des Département du Mont-Terrible, ab 1800 mit dem Département Haut-Rhin verbunden. Durch den Entscheid des Wiener Kongresses kam der Ort 1815 an den Kanton Bern und am 1. Januar 1979 an den neu gegründeten Kanton Jura. Die Gemeinde wurde auf den 1. Januar 2009 mit Asuel, Charmoille, Fregiécourt und Pleujouse zur neuen Gemeinde La Baroche vereinigt.

## Sehenswürdigkeiten
Die heutige Pfarrkirche wurde 1769–72 auf den Grundmauern eines Vorgängerbaus errichtet. Sie enthält eine reiche Ausstattung, darunter ein wertvoller Hauptaltar, eine Kanzel im Stil des Rokokos sowie barocke Skulpturen. Bis 1611 gehörte Miécourt zur Pfarrei Charmoille. 
Im Zentrum von Miécourt, einem von der Allaine durchflossenen Rechteck, sind stattliche Bauernhäuser aus dem 18. und 19. Jahrhundert erhalten.

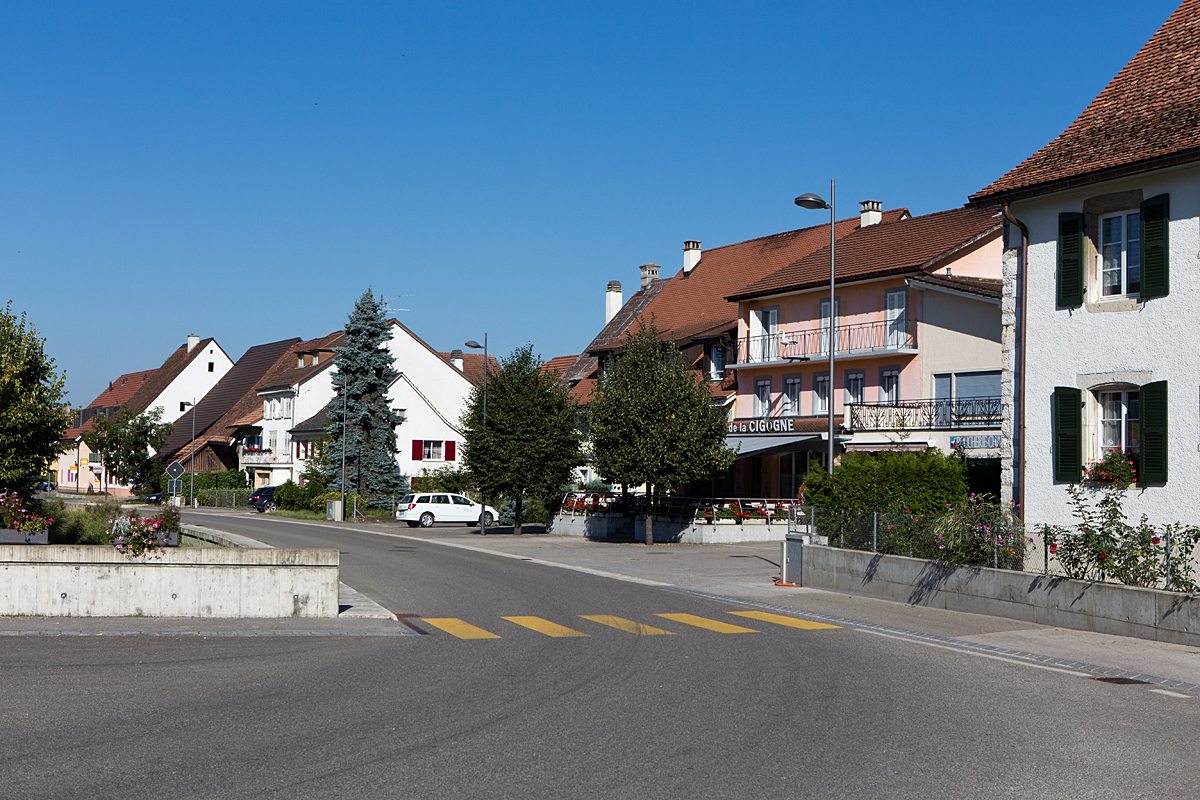
Rue de l'Allaine
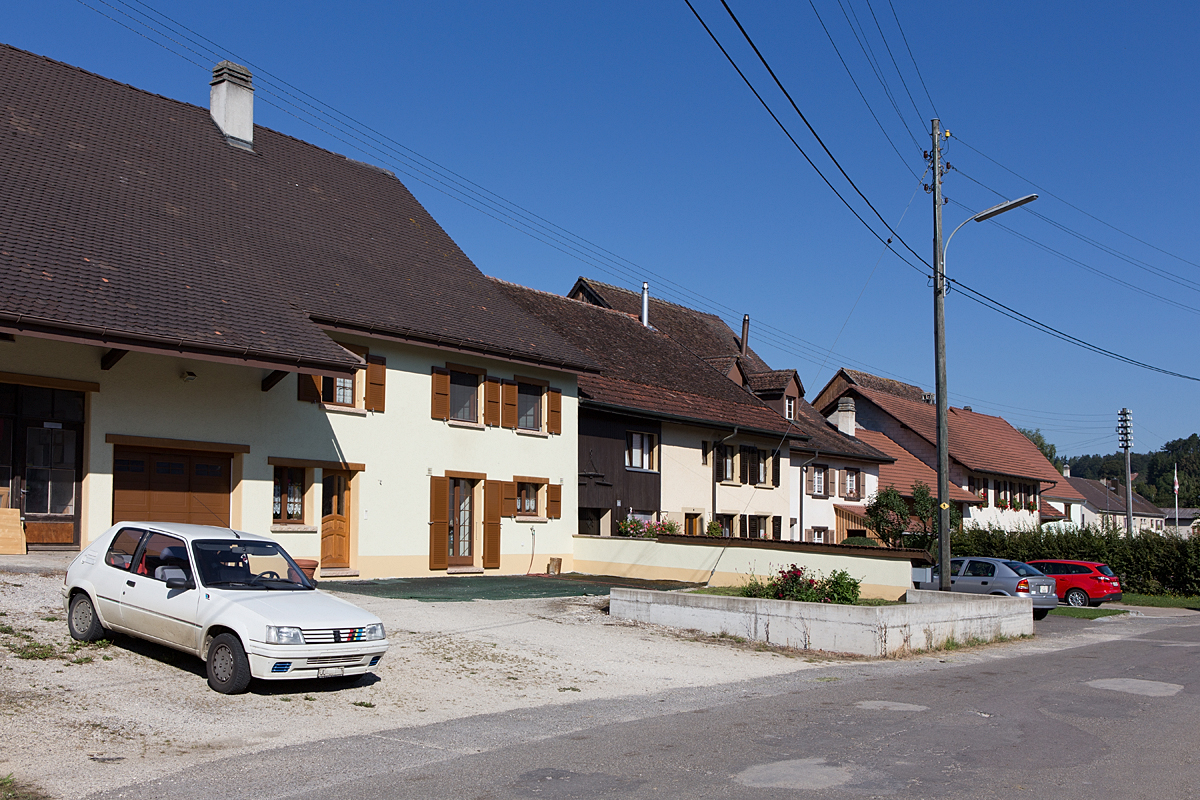
Route de Cornol
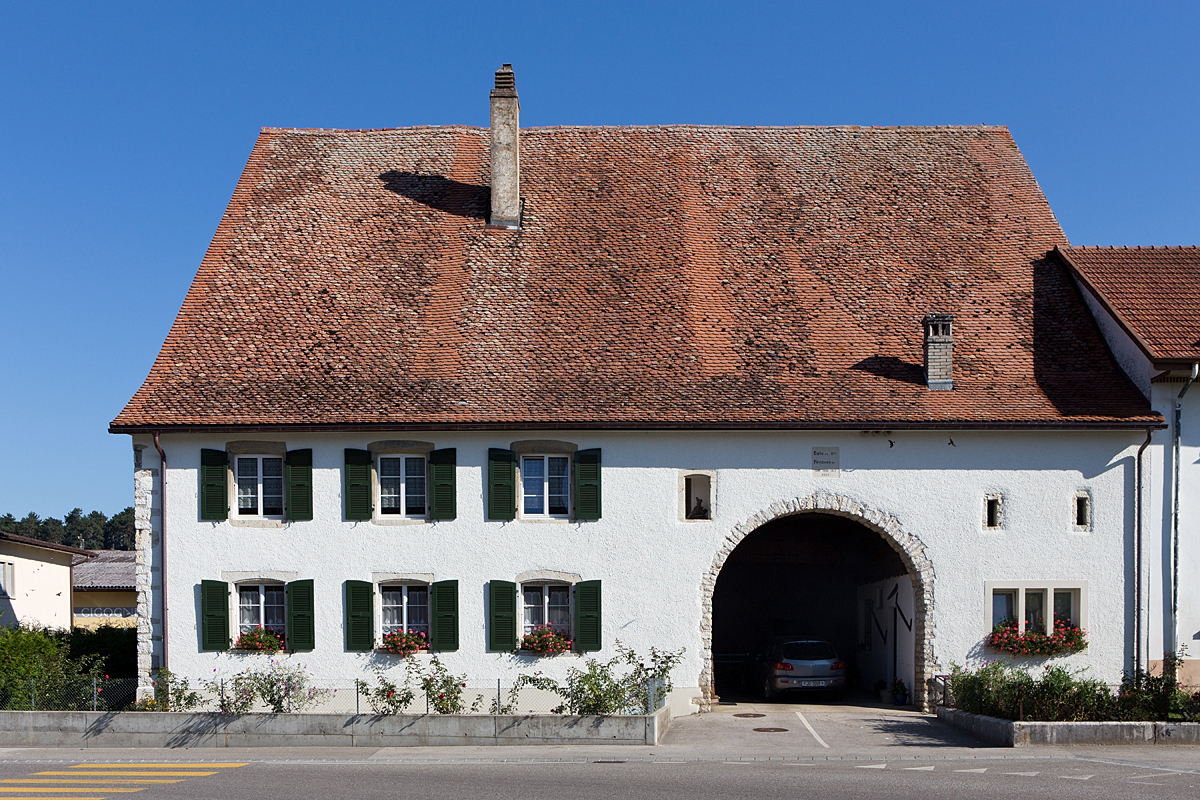
Bauernhof
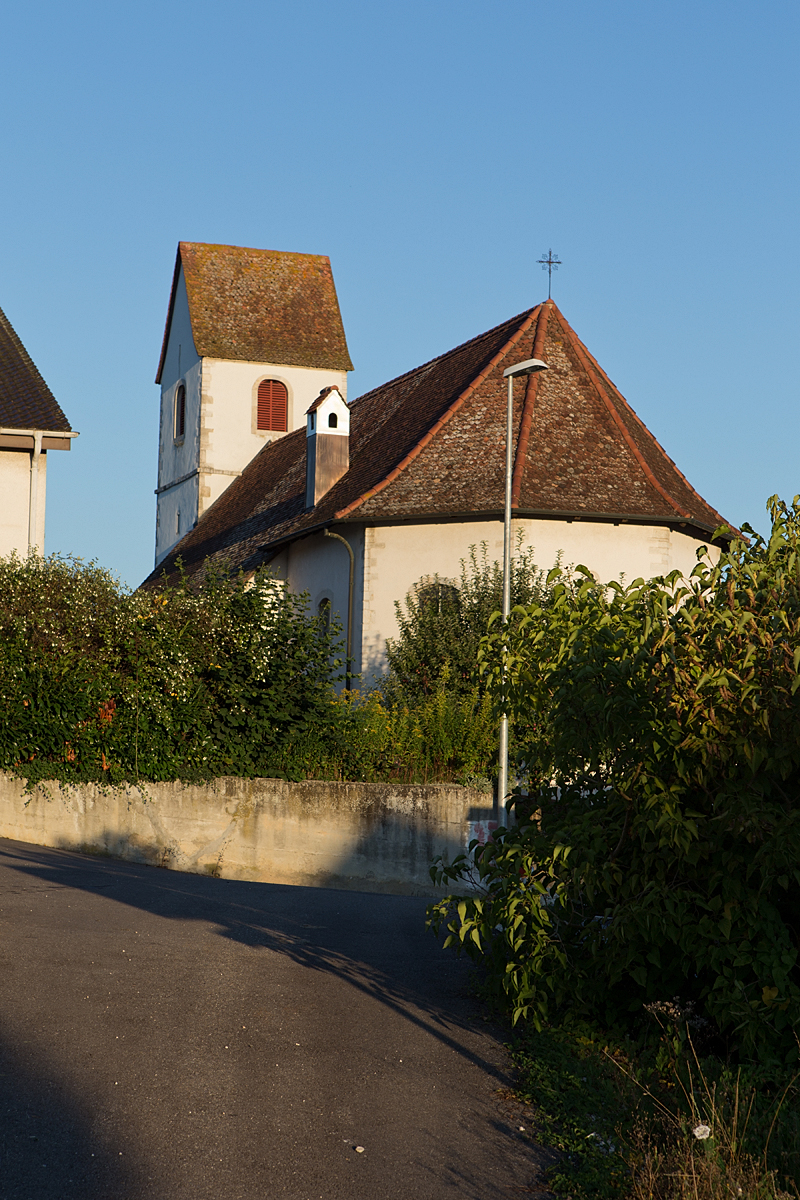
Kirche
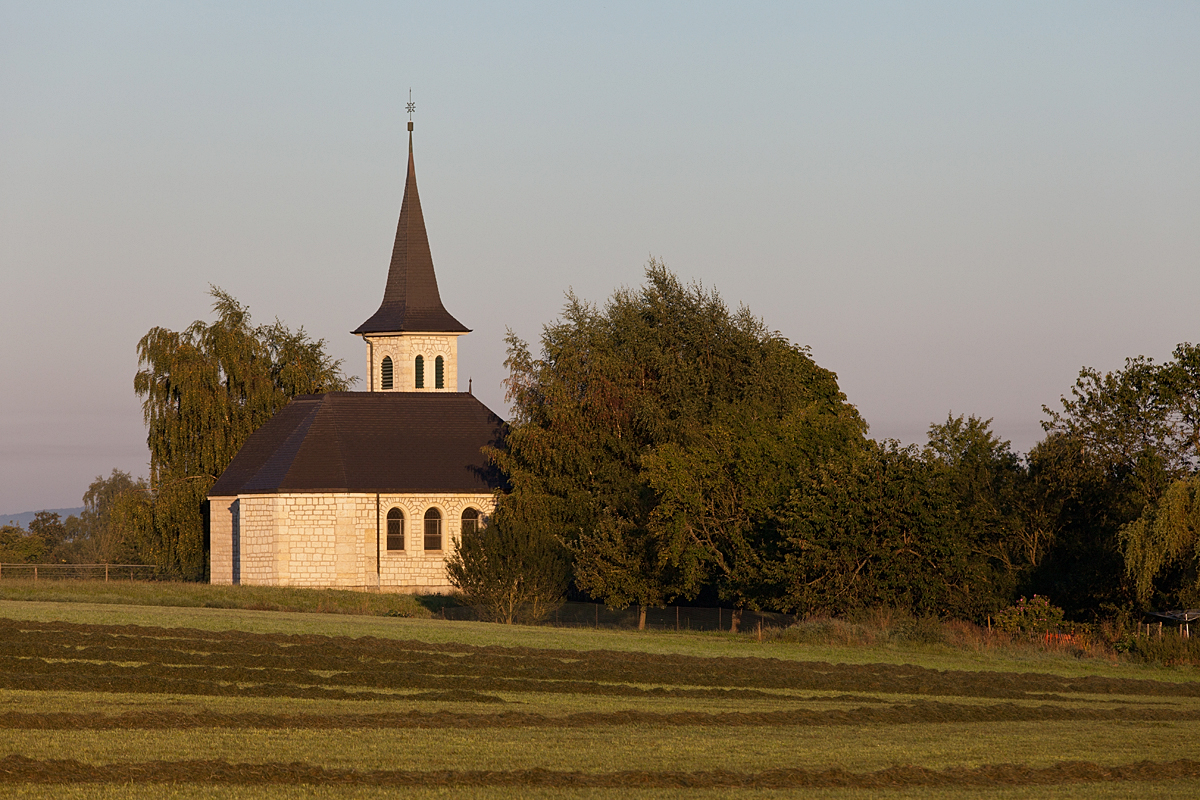
Reformierte Kirche
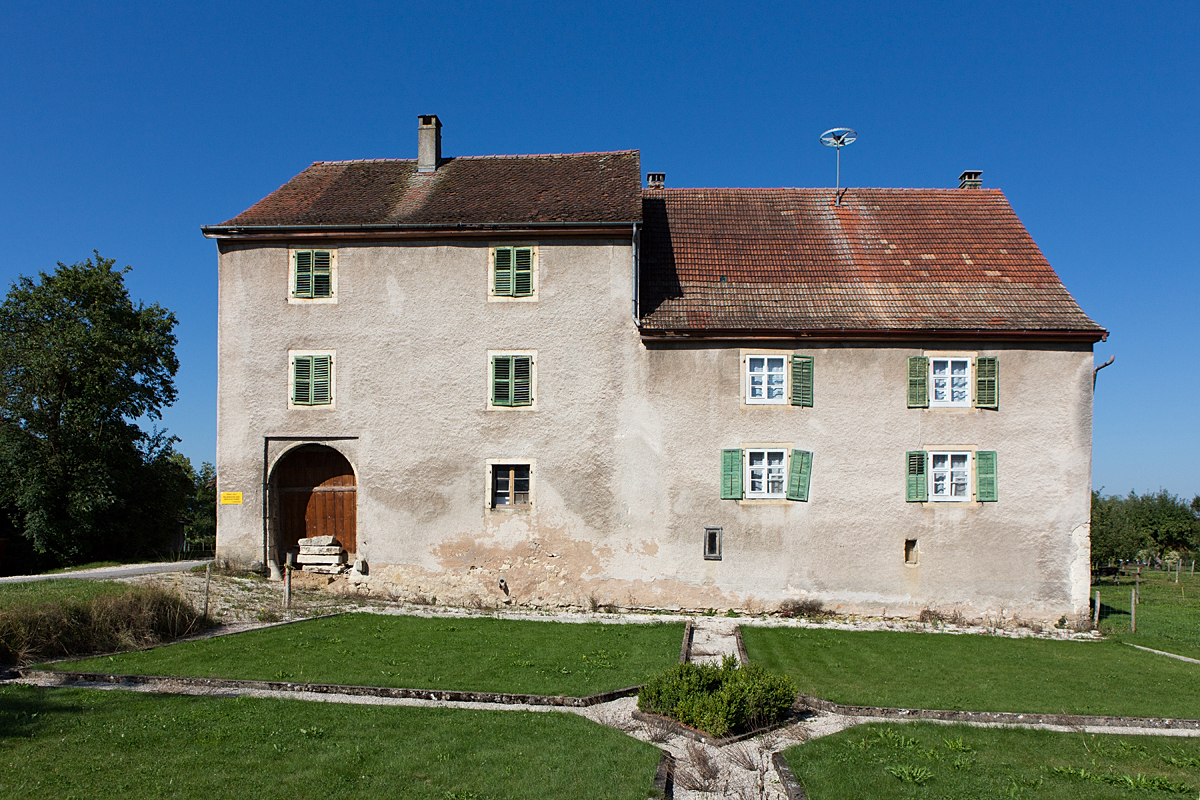
Schloss Miécourt
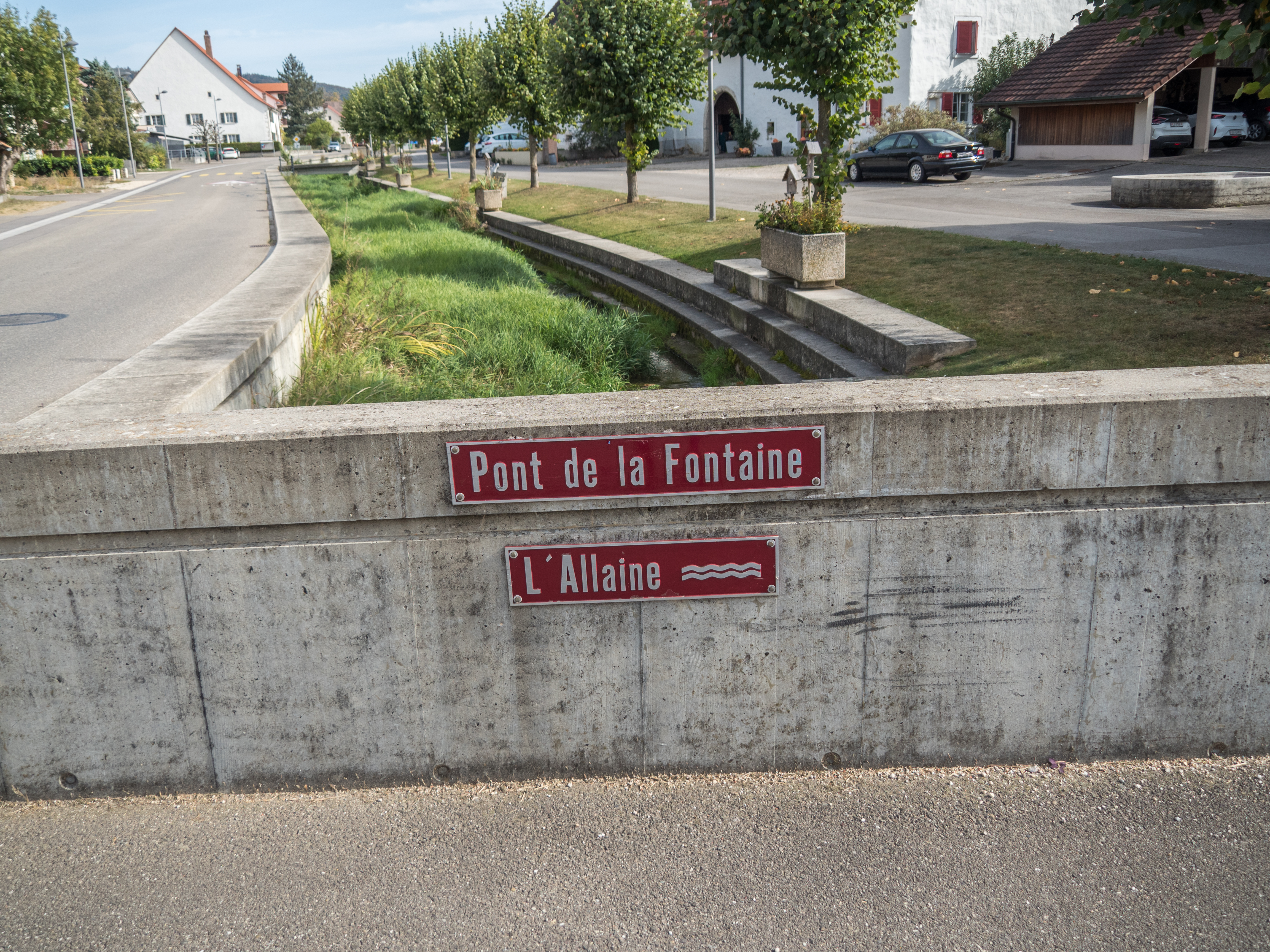
Pont de la Fontaine über die Allaine